# Pere Ventura i Virgili
Pere Ventura i Virgili   (Barcelona, 23 de febrer de 1897 - Serra de Guadarrama, 6 d'agost de 1936), conegut amb el sobrenom de Guants o Guantes, fou un futbolista català de la dècada de 1920, i més tard periodista.

## Trajectòria
El sobrenom de Guants o Guantes se'l van posar perquè, es deia que jugant un partit, una pilota que anava propera al pal fou frenada per uns guants que hi havia deixat allí, fet que evità que entrés a la porteria.
No es tenen moltes dades durant la dècada de 1910 però sembla que formava part del RCD Espanyol, jugant diversos partits amb el primer equip i el reserva. La temporada 1917-18 jugà a l'Universitari SC i la 1918-19 fou jugador del FC Vilafranca. El 1919 s'anuncia que fitxa pel Madrid però no hi ha constància que hi arribés a jugar.
Durant la temporada 1920-21, amb la marxa de Ricard Zamora de l'Espanyol, esdevingué el porter suplent de Ramon Bruguera, però una lesió d'aquest, el portà a la titularitat de l'equip en el campionat de Catalunya. Posteriorment jugà al Gimnàstic FC de València al Real Stadium de Saragossa i al CE Sabadell.
Un cop retirat fou periodista esportiu, treballant a diaris com La Nau o La Rambla. En començar la Guerra Civil, travessà accidentalment el front dins d'un automòbil en el decurs del 6 d'agost de 1936, on també viatjava el president del FC Barcelona Josep Sunyol, el xofer i un tinent republicà, quan visitaven el front. Foren detinguts per tropes franquistes a la serra de Guadarrama; essent tots quatre afusellats sense judici previ.